# Shirozuella guoyuei
Shirozuella guoyuei – gatunek chrząszcza z rodziny biedronkowatych i podrodziny Coccinellinae. Występuje w Chinach.

## Taksonomia
Gatunek ten opisany został po raz pierwszy w 2012 roku przez Wang Xingmina, Ge Fenga i Ren Shunxianga na łamach „ZooKeys”. Opisu dokonano na podstawie pojedynczego samca odłowionego w 2001 roku. Jako miejsce typowe wskazano Tianpingshan w prefekturze Zhangjiajie na terenie chińskiej prowincji Hunan. Epitet gatunkowy nadano na cześć koleopterologa Yu Guoyue.

## Morfologia
Chrząszcz o podługowato-owalnym, słabo wysklepionym ciele długości 1,94 mm i szerokości od 1,32 mm, z wierzchu porośniętym przerzedzonym owłosieniem. Głowa ma ubarwienie brązowe z ciemnobrązowymi głaszczkami szczękowymi. Czoło pokryte jest drobnymi punktami, oddalonymi od siebie na odległość wynoszącą od 0,5 do 1,5 ich średnicy. Przedplecze jest żółte, punktowane drobniej niż głowa. Trójkątna tarczka ma żółte ubarwienie. Pokrywy są czarne z zażółconymi wierzchołkami i dwoma parami żółtawych przepasek, z których przednie są C-kształtnie zakrzywione wokół guzów barkowych, a tylne są V-kształtne i dochodzą do szwu. Punktowanie pokryw jest większe niż na przedpleczu, bezładne, punkty rozstawione są na odległość wynoszącą od 1 do 2 ich średnic. Spód ciała jest ciemnobrązowy z żółtymi podgięciami pokryw. Przedpiersie i śródpiersie (mezowentryt) są matowe, szagrynowane i niewyraźnie punktowane. Odnóża są żółtawe. Linie udowe na pierwszym widocznym sternicie odwłoka (wentrycie) są kompletne, łączą się V-kształtnie i prawie dochodzą do jego tylnej krawędzi. Genitalia samca mają płat środkowy (ang. penis guide) w widoku brzusznym prawie równoległoboczny, tylko w końcowej 1/7 stopniowo zwężony ku ściętemu wierzchołkowi, w widoku bocznym zaś wąski, najszerszy u nasady, stopniowo zwężający się ku spiczastemu i zakrzywionemu wierzchołkowi. Smukłe paramery są dłuższe od tegoż płata i zakrzywione na szczytach. Samo prącie jest krótkie i grube, lekko zakrzywione.

## Rozprzestrzenienie
Owad endemiczny dla Chin, znany tylko z lokalizacji typowej w Hunanie. Spotykany na wysokości 950 m n.p.m.